# Ahmed Khairy
Ahmed Khairy (ur. 1 października 1987 w Kairze, Egipt) – piłkarz egipski, reprezentant kraju. Był najmłodszym członkiem kadry Egiptu na Pucharze Konfederacji w 2009 roku.